# من خلال عينيها (فلم)
من خلال عينيها هو فيلم نيجيري صدرَ عام 2017 من إخراج وكتابة نادين إبراهيم.

## القصّة
الفيلم عبارةٌ عن فيلم وثائقي قصير يقدم نظرة ثاقبة حول كيفية اختطاف الأطفال في نيجيريا وتحويلهم إلى إرهابيين، كما يُحاول شرح النقطة التي مفادها أنه لا يوجد طفل يولد إرهابيًا.

## طاقم التمثيل
- عائشة أنيسة أياجي